# Shiraishi Nagatada
Shiraishi Nagatada (jap. 白石 長忠; * 1796; † 1862), oder auch Shiraishi Chōchū (die sino-japanische Lesung seines Namens), war ein japanischer Mathematiker des Wasan.
Shiraishi Nagatada war Samurai im Dienste des Daimyō Shimizu, eines Verwandten der Tokugawa-Shogune. Er veröffentlichte 1826 das Mathematikbuch Shamei Sampu (社盟算譜), dieses befasst sich überwiegend mit Problemen des der Exhaustionsmethode entsprechenden Enri (円理, dt. „Kreisprinzip“), enthält aber auch eine Lösung der diophantischen Gleichung {\displaystyle x^{3}+y^{3}+z^{3}=n^{3}}. Mit Juri Mojinzo verfasste er noch ein weiteres Werk, welches jedoch nie gedruckt wurde. Zu seinen Schülern gehörten Yokoyama, Baishu und Kimura Shōju (木村尚寿).